# Bekaert
Bekaert é empresa industrial da Bélgica especializada em transformação de metais e materiais avançados e revestimentos. Foi fundada em 1880 e esta presente em cerca de 120 países do mundo.
Atualmente a empresa possui três divisões:
- Produtos avançados de arame
- Materiais avançados
- Revestimentos avançados
- Indústria Química